# 프리모르스키구 (상트페테르부르크)

프리모르스키 구의 위치

프리모르스키구(러시아어: Примо́рский райо́н)는 상트페테르부르크를 구성하는 18개 구 가운데 하나이다.